# 愛は君に姿を変えて
『愛は君に姿を変えて』は、2011年3月3日発売の川村ゆうこの復帰後のオリジナル・アルバムである。

## 解説
2009年よりライブ活動を皮切りに音楽活動を復活させた川村ゆうこ。全10曲でプロデュースには、エイプリルフール、新六文銭など数々の伝説を作ってきた日本ロック界の重鎮・柳田ヒロ。
BASS江藤 勲やDRUMS田中 清司などを迎えて、川村ゆうこほか門屋憲二、東郷昌和、前田達也などの作家陣。

## レコーディングメンバー
Producer / Arrangement / Keyboard 柳田ヒロ
E. Guitar /Aco.Guitar / Chorus  前田達也
Bass  江藤勲
Drums  田中清司
Violin  有働皆美
Chorus  東郷昌和

## 収録曲
※　注記以外、作詞・作曲：川村ゆうこ
1. 星になる涙 - (3:52)
2. キラキラ - (4:32)
  - 作曲 前田達也
3. あの歌をもう一度 - (3:38)
4. Keep on going  - (4:38)
5. Lonely Summer Again - (3:38)
6. 遠い雨 - (3:58)
  - 作詞 門谷憲二  作曲 東郷昌和
7. 匂い起こせよ恋の花 - (3:05)
  - 作詞 門谷憲二
8. 輝きの瞬間 - (3:57)
9. Mission of Life - (3:57)
10. 愛は君に姿を変えて - (5:37)
  - 作詞 門谷憲二  作曲 前田達也